# 溝口貴紀
溝口 貴紀（みぞぐち たかき、1982年9月25日 - ）は、日本の作詞家、小説家。神奈川県出身。

## 略歴
明治大学商学部卒業。2005年8月にLoop Interactive（現T-INFINITY）と作詞家専属契約し、2006年7月、美郷あき「If…〜I wish〜」、桃田佳世子「Little Distance」で作詞家としてデビューした。
2008年にはT-INFINITYとの作家契約が満了となり業務提携に移行した。この頃、長尾大(D・A・I)に教えを受け、melody.「Say Hello」やアイドリング!!!「Snow celebration」を共同で作品とした。フリーランスとしては、Elements Gardenとの共同制作や、別名「RUCCA」名義によるアニメやゲームへの作詞提供をおこない、2017年にはRUCCA名義で、オリコン年間作詞家ランキング2位となった。
音楽以外の活動としては、2014年6月に小説「ゴーストサプリ-正夢-」[ぽにきゃんBOOKS]を発表。2021年11月には、上松範康×RUCCA×Elements Gardenの共同原案でメディアミックス作品「テクノロイド」を立ち上げ、2022年1月、スマートフォンゲームアプリ「テクノロイド ユニゾンハート」をリリース。2023年1月、TVアニメ「テクノロイド オーバーマインド」が放送された。

## 作家名の使い分け
- 溝口貴紀：主にアーティスト・アイドル等への提供時に使用。
- RUCCA：主にアニメ・ゲーム等への提供時に使用しているが、KAT-TUNの21作目のシングル「FACE to Face」の初回限定盤カップリング曲「LIVE ON」でも使用されて以来、ジャンルを限らず広く使用されるようになった。
- L(R)UCCA：主にビーイング内のpure:infinity所属のHundred Percent Freeへの提供時に使用。
- 溝口RUCCA：小説執筆時に使用。

## 作品

### 溝口貴紀としての作品
IRONBUNNY
- 「23 -twenty three-」【テレビ朝日系「musicるTV」9月度エンディングテーマ】，【テレビ朝日系「まるどりっ！サプリ」9月度エンディングテーマ】，【テレビ朝日系「ヤンごとなき！」9月度エンディングテーマ】
- 「Hate A Fate」

アイドリング!!!
- 「Snow celebration」【WEBドラマ「ミュードラ“Snow celebration”」主題歌】，【CM「HOT☆FANTASY ODAIBA」2007-2008イメージソング】
- 「レモンドロップ」【映画「ピョコタン・プロファイル」ED曲】
- 「トキメキDREAMィング!!!」【CM「ROBO_JAPAN 2008」イメージソング】
- 「トキメキDREAMィング!!! DREAMィング!!!MIX」
- 「Snow celebration -everlasting story-」

ILoVU
- 「ハァトにぶっ刺さったトゲ」
- 「Paradox×Paradise」
- 「TURN AROUND！」
- 「Hate Myself〜こんなジブンを愛せる日まで〜」
- 「黄昏I・♡・U」
- 「Hurt my Heart～こんな今日の先に～」
- 「サリー」
- 「真夜中のレディオ」

青山みつ紀
- 「Naturally」
- 「Now On Revolution」

浅岡雄也（ex：FIELD OF VIEW）
- 「Mark on dream」（TVCM「株式会社Mark-on」）

尼丁隆吉
- 「夢が軋む音」

彩瀬佑育
- 「Another Hero」
- 「Around the world」
- 「Time will tell」

石だたみボーイズ
- 「キミが好き」

維新グラビティ
- 「相対性ディスカバリィ」

いちごみるく色に染まりたい。
- 「幸せを他人の定規で測るなんて馬鹿げてる」

IT BOYS
- 「Prelude」

入野自由
- 「Always,」

WHIM
- 「Lost Memory」
- 「Re-pray」
- 「Hitellama」（共作）
- 「Earlgray＆Vanilla」
- 「Anemone」
- 「Mother Utopia」
- 「Memento-Mori」

Vina S.A.と鈴木まりえ
- 「えび〜にゃ☆マジック」

AeLL.
- 「JOY」
- 「Darling!?」
- 「MAGIC⇔MUSIC」

おかあさんといっしょ
- 「スキッパーのゲンキソング」（スキッパー[CV：西川貴教]）
- 「わをつくろう」（ガラピコ[CV：川島得愛]＆チョロミー[CV：吉田仁美]＆ムームー[CV：冨田泰代]）
- 「うちゅうのイェイ」（タッチパッチ[CV：山崎銀之丞]）
- 「はぴぴピース！」（ガラピコ[CV：川島得愛]＆チョロミー[CV：吉田仁美]＆ムームー[CV：冨田泰代]）
- 「まほうのラララ♪」【月のうた（２月）】（共作）

OVERFLOW
- 「君色写真」
- 「青春は何色？」

怪傑!トロピカル丸
- 「Here We Go!?」

華MEN組
- 「セブンティーンリグレット」

Kiss and cry
- 「Dearest you...」

Kiss Bee
- 「道しるべは青」（共作）（Takaki Mizoguchi名義）
- 「卒業の空」（共作）（Takaki Mizoguchi名義）
- 「真夏のA to Z」（Takaki Mizoguchi名義）
- 「そしてまた明日は来る」（共作）（Takaki Mizoguchi名義）【映画「早乙女４姉妹」主題歌】

葛葉
- 「コントレイル」（共作）
- 「debauchery」
- 「Black Crack」【アニメ「グッド・ナイト・ワールド」主題歌】

小坂りゆ
- 「キミが聴こえる。」
- 「ぼくらのまち」

GILLE
- 「Listen!」（Takaki Mizoguchi名義）

酒井藍・桂文枝・西川きよし・坂田利夫・今くるよ・間寛平・千鳥・ゆりやんレトリィバァ・清水啓之・信濃岳夫
- 「大阪もんのうた」

さくらシンデレラ
- 「きみはサンタクロース」
- 「夏の被写体」
- 「花日傘」
- 「未来の透明度」
- 「Sakura Again」
- 「5番目の季節」

佐藤雅人
- 「天国からの手紙」（共作）

GENIC
- 「HISTORIES」

Shuta Sueyoshi
- 「Switch」
- 「Sad Story」
- 「to.ri.ca.go」
- 「Can't Stop Me Now」
- 「Paradise」（共作）

Shuta Sueyoshi feat. ISSA
- 「Over “Quartzer”」（共作）【テレビ朝日系「仮面ライダージオウ」主題歌】

スマイル海賊団
- 「もう…泣カナイDAY」
- 「パイレーツ フォー スマイル」
- 「PAI PAI PAI ～テーマ オブ スマパイ～」
- 「ヴァイキングヨーホー」
- 「クレイジーなるセレブレイト」
- 「ニューホライズン」
- 「スマパイ クエスト」
- 「Crew, Be ambitious」
- 「オンリーバケーション」
- 「バ→レスク」

CHAN-MIKA
- 「明日襷」【映画「祭の男 MIKOSHIGUY」主題歌】

DAN⇄JYO
- 「kibo⇄zetsubo」

T-ARA
- 「Two As One 」（ウンジョンsolo）

テゴマス
- 「わすれもの」

転校少女歌撃団
- 「猟奇的You＆Me」
- 「恋はカムフラージュ」
- 「Mr. Dream」
- 「LOVE RANGE！」
- 「バ・ビ・ブブブー・ブートキャンプ～プラクティス1 夢みるアッパーカット～」
- 「わたしの絶対領域」
- 「ロシアンルーレット」
- 「TRIGGER」
- 「サマーサマー皆SUMMER」
- 「PEACEワールド」
- 「ナチュラル☆ハイ」

AAA
- 「アシタノヒカリ」【TVアニメ「ワールドトリガー」主題歌】
- 「Flavor of kiss」【グリコ セブンティーンアイス キャンペーンソング】
- 「STORY」【CM「イトーヨーカドー・恋浴衣」】
- 「NEW」【CM「スプライト」】
- 「Jewel」（宇野実彩子＆伊藤千晃＜MisaChia＞）
- 「S.O.L」【TVCM「CanCam」2017年4月号】
- 「Beat Together」【TVCM「ラグーナテンボス」キャンペーンソング】【TVCM「CanCam」2017年10月号】
- 「DEJAVU」【アルバム 「COLOR A LIFE」リード曲】【TVCM「dヒッツ powered by レコチョク」】
- 「BAD LOVE」【Abema TVドラマ「奪い愛、夏」主題歌】

Happiness
- 「Show Me Your Heart」（Takaki Mizoguchi名義）
- 「Seek A Light」（Takaki Mizoguchi名義）【テレビ朝日系「お願い！ランキング」2014年11月度EDテーマ】，【福島テレビ「東日本女子駅伝」大会応援ソング】
- 「Born to be Free」（Takaki Mizoguchi名義）【シルク・ドゥ・ソレイユ「トーテム」CMイメージソング】

原宿ソフトクリームランド
- 「ソフトリィ！ハードリィ！」
- 「TORO×TORO×TORO」

平原綾香
- 「Tomorrows」（Nabtesco株式会社 20周年記念ソング）

Billion Players
- 「Gravity of Love」
- 「Sirius」
- 「This survival」
- 「名前のない恋」（共作）

White Lovers
- 「未来の透明度」

福士誠治
- 「不死鳥 -Fire and Ice-」
- 「メメントモリ」

三浦サリー
- 「白い林檎の花 feat.Double K」(共作)

MISSION（福士誠治×濱田貴司）
- 「人として、時として、花として」
- 「大停電の夜」
- 「ゴースト」
- 「二律背反-antinomy-」
- 「Over the galaxy～愛が聴こえる～」
- 「Born to be」
- 「Black-夜闇の先へ-」
- 「自転と光点」
- 「シニガミ」
- 「道」
- 「半人半鬼」
- 「鬼の涙」
- 「風と」
- 「不純と接吻」
- 「一千回目の出逢い」
- 「ドロップアウト」
- 「Time Lover」

MISSION×今井麻美
- 「Over the galaxy」（共作）

FRUITS ZIPPER
- 「ずるい、かわゆい」（櫻井優衣ソロ曲）

Bonsai
- 「Be stronger」

まなはなプロジェクト（神谷樹＆翔大＆野澤孝智／宮島達男×長岡成貢プロデュース）
- 「真夏過ぎの花火」

三森すずこ
- 「シャイニーアップ!」【TVアニメ「フューチャーカード バディファイト」ED曲】
- 「フレー！フレー！フレー！」

宮部のぞみ
- 「Happy Parade」【テレビ朝日系「仮面ライダーガヴ」キャラクターソング】

melody.
- 「Say Hello」(共作)

ヤナキク
- 「魅惑のLADY」（共作）
- 「UP↑SIDE↓DOWN」（共作）【映画「フジミ姫〜あるゾンビ少女の災難〜」主題歌】

ReverseTokyo
- 「青春は待ってくれない」

### RUCCAとしての作品
IDOLiSH7
- 「Everything is up to us」
- 「Touch my magic」（六弥ナギ・和泉一織・逢坂壮五）

アイドルマスターミリオンライブ！シアターデイズ
- 「アイドルステアウェイ」（周防桃子・高坂海美・徳川まつり・豊川風花）
- 「Bestest!!」（馬場このみ・天海春香・田中琴葉・中谷育・松田亜利沙）

相羽あいな
- 「Lead the way」【TVアニメ「カードファイト!! ヴァンガード 新右衛門編」OP曲】
- 「Everyday’s Evidence」
- 「ParadoX」
- 「Beauty or Beast」【女子プロレス団体「スターダム」2020年団体テーマ】
- 「センスオブワンダー」
- 「Love -４U-」
- 「REASONS」【TVアニメ「多数欠 第２期」ED曲】

藍羽メイド隊S7
- 「乙女の翼」

蒼井翔太
- 「愛のささめきごと」
- 「SORA」【TVアニメ「君と僕。」+「君と僕。2」挿入歌】
- 「Graffiti」【TVアニメ「君と僕。」+「君と僕。2」挿入歌】
- 「Candy」【TVアニメ「君と僕。」+「君と僕。2」挿入歌】
- 「Tomorrow」【TVアニメ「君と僕。」+「君と僕。2」挿入歌】
- 「Over」【TVアニメ「君と僕。」+「君と僕。2」挿入歌】
- 「March」【TVアニメ「君と僕。2」挿入歌】
- 「Aqua」【TVアニメ「君と僕。2」挿入歌】
- 「SHOT A LOVE!」
- 「TRUE HEARTS」【テレビ朝日系「BREAK OUT」2014年8月度マンスリータイアップ】
- 「UNLIMITED」【テレビ朝日系「BREAK OUT」2015年4月度オープニングトラック】
- 「タッチ ツー テイク トリコ」
- 「SETSUNA DROP」
- 「HEAVEN!」
- 「NO WEAK⇔YES WEEK」
- 「MURASAKI」【舞台「PRINCE KAGUYA」テーマソング】,【テレビ朝日系「BREAK OUT」2015年9月度オープニングトラック】
- 「音ノ葉」

蒼井翔太+鈴村健一+下野紘
- 「Beautiful Love」

暁月凛
- 「Let Me Freak」

明坂聡美
- 「Love ショータイム」
- 「GO STRAIGHT -お春Ver.-」

浅川悠
- 「Real Me」

浅倉杏美
- 「Delicious Days!」

浅沼晋太郎
- 「Unknown World」
- 「Will Kill」

ani☆yume
- 「SAKUЯA」
- 「ネバー☆ＧＩＶＥ ＵＰ！！」

阿澄佳奈
- 「Sweetest Boy」

安月名莉子
- 「rise」（共作）【TVアニメ「やがて君になる」挿入歌】

天﨑滉平
- 「Just “KID”ding!」

天月
- 「あいしてるのまほう」（共作）【日テレ系「スッキリ」2022年11月ED曲】

彩音
- 「永遠と一瞬」

綾野ましろ
- 「confession」
- 「アークエンジェル」
- 「Reason flies」
- 「Reason flies -English version-」

嵐
- 「Reach for the sky ～天までとどけ～」【TVCM「JAL 先得キャンペーン2017」】
- 「Doors～勇気の軌跡～」【TVドラマ「先に生まれただけの僕」主題歌】
- 「彼方へ」

Alchemist
- 「Rain Refrain」

杏子御津
- 「三つ葉のクローバー」

unknown artist
- 「ちょんまげダンディズム」

IA×SUPER GT
- 「Circuit DISCO」
- 「Summer Songs」
- 「HEAVENLY PLAY」
- 「DREAMER'S HIGH」

井口裕香
- 「シュビドゥビBe my baby」
- 「ボクらのMUSIC」

池袋BOYS
- 「LOVE☆SUPERNOVA」

石原夏織
- 「Untitled Puzzle」
- 「Ray Rule」

伊瀬茉莉也+佐倉綾音+井上麻里奈
- 「MOST以上のMOSTEST」【TVアニメ「星刻の竜騎士」ED曲】

伊藤かな恵
- 「ひと片思い」
- 「告白」

井上麻里奈
- 「翠の森の精霊詩」
- 「山吹色に萌ゆる風」

今井麻美
- 「シャングリラ」
- 「シャングリラ-live ver.-」
- 「シャングリラ-Ballard ver.-」
- 「シャングリラ -2015 Ver.-」
- 「Heavenly sky」
- 「コトノハ」
- 「孤独な銀河」

今井麻美+井口裕香
- 「明日のハーモニー」

入野自由
- 「Silent Passion」

上坂すみれ
- 「閻魔大王に訊いてごらん」【OAD「鬼灯の冷徹」ED曲】
- 「罪と罰 –Sweet Inferno-」

内田真礼+飯田友子+巽悠衣子+MAKO
- 「Forbidden Code」【Webアニメ「エクスメイデン」ED曲】

内山夕実
- 「あじさいいろブルースカイ」
- 「みらいいろダンデライオン」
- 「みなつきいろジギタリス」

内山夕実＆東山奈央
- 「あきいろスターマイン」

梅原裕一郎
- 「Dear my world, Dear my love」

ウルトラレア（南條愛乃+三森すずこ+寺川愛美）
- 「未来SKETCH!」【TVアニメ「みにヴぁん」ED曲】

ウルトラスツバサ（梶裕貴+堀江由衣+八代拓）
- 「パーフェクトビクトリー」（共作）【CR「キャプテン翼 黄金世代の鼓動」収録曲】

8P
- 「キタカゼトタイヨウ」（ユニットソング2 榎木淳弥＆益山武明)
- 「Third time pays for all」（髙坂篤志ソロ）

A+DF
- 「We are A+DF」

大久保瑠美
- 「GO STRAIGHT -火鉢Ver.」

岡咲美保
- 「インフィニット」【TVアニメ「エクストリームハーツ」OP曲】

小笠原仁
- 「Guns＆Loudness」
- 「Will go on」

OKASHIMO
- 「何故なんで、なんてね」

緒方恵美
- 「Beyond the Sky」

岡本麻弥
- 「Rise and Fall」

岡本麻弥＆佐々木望
- 「零-ZERO-の記憶」

小野涼子
- 「Graceful rose-四島に咲く一輪の薔薇-」

O.C.I.R.I.S
- 「BURN COLOR」
- 「U DONE」
- 「CAT’S EYE」

カスタマイZ
- 「My Juliette」

門脇舞以
- 「Gentle Seasons」

杜若桔梗
- 「a little love song」

杜若桔梗+井ノ原理子
- 「Happiest」

梶裕貴
- 「Our Innocence」

片霧烈火
- 「Goddess will...」

加藤英美里
- 「Winding Road」

KAT-TUN
- 「LIVE ON」
- 「楔-kusabi-」【TVドラマ「変身インタビュアーの憂鬱」主題歌】
- 「BLESS」
- 「DANGEROUS」
- 「COME HERE」
- 「MY EVERY TIME」
- 「WHITE LOVERS」
- 「NOTHING ELSE MATTERS」
- 「熱くなれ」【NTV「次の瞬間、熱くなれ。THE BASEBALL 2015」イメージソング】，【NTV「Going! Sports&News」番組テーマソング】
- 「TOKYO STARRY」
- 「JET」
- 「BRAND NEW STAGE」【NTV「次の瞬間、熱くなれ。THE BASEBALL 2016」イメージソング】，【NTV「Going! Sports&News」番組テーマソング】
- 「DANGER」
- 「EUPHORIA」（TVドラマ「ザ・ハイスクール ヒーローズ」OP曲）
- 「Ain’t Seen Nothing Yet」
- 「Wild Rose」
- 「Lament」
- 「ELIZA」

かと*ふく
- 「You Gotta Love Me！」【TVアニメ「異能バトルは日常系のなかで」ED曲】
- 「サディスティックラブ」
- 「とっておきの物語」
- 「不思議の国の・・・」
- 「おかしな帽子屋」
- 「終わらないティーパーティー」
- 「予期せぬ来訪者とオーロラ」
- 「悪戯なウサギたち」
- 「王宮裁判」
- 「廻りすぎた時の果て～サディスティックラブ～」
- 「アリスと時の揺りかご」
- 「繋がれた朝に」
- 「終劇～You Gotta Love Me！～」

金元寿子
- 「HOLiDAY HOLyDAY」

神谷浩史
- 「Way to go」

亀梨和也
- 「VANILLA KISS」【TVCM「bijoude」】

茅野愛衣
- 「翼の詩」
- 「午前1時のラブソング」

茅野愛衣+日笠陽子
- 「桜色の轍」

川村ゆみ
- 「Bravery」

河原木志穂
- 「凛と、凛と」

神田理江
- 「絆-kizunairo-色 feat.Erika」

岸尾だいすけ
- 「笑顔のレシピ」

Kicco
- 「Always～はじまりの風～」

Kis-My-Ft2
- 「Sailing」【TVCM「興和 ウナコーワエース」】

木須実怜花
- 「明日ノート」

橘田いずみ
- 「禁断サンクチュアリ」【TVアニメ「探偵歌劇ミルキィホームズTD」挿入歌】

木戸衣吹
- 「ファンタスティックQ&A」
- 「真夏のシークレット－５ｕｋ１－」

木戸衣吹+茅野愛衣
- 「春風フラグメンツ」【TVアニメ「彼女がフラグをおられたら」挿入歌】

きのみ聖
- 「Moment」
- 「おかえり」

儀武ゆう子
- 「かたちないもの」
- 「Highテンション-日々喧騒-」

木村良平
- 「MoNochorome MoNologue」

響界メトロ
- 「Tik[Q]et」
- 「誰かと似ている彼氏」
- 「Q＆[  ]」
- 「パラレルランデヴー」
- 「F協和音」
- 「青春は亡霊」
- 「Tik[Q]et -解-」
- 「Tik[Q]et -零- feat.カイ」

King & Prince
- 「YOU,WANTED！」
- 「FEEL LIKE GOLD」
- 「STEAL YOUR NIGHT」
- 「Mazy Night」【TVドラマ「未満警察 ミッドナイトランナー」主題歌】
- 「Beating Hearts」【TVCM「UHA味覚糖 ぷっちょ」】

QUARTET NIGHT
- 「Ready Steady Race!」
- 「Jewelful XXXX」【劇場版「うたの☆プリンスさまっ♪ TABOO NIGHT XXXX」挿入歌】
- 「Seize me if you can」（寿嶺二）【劇場版「うたの☆プリンスさまっ♪ TABOO NIGHT XXXX」挿入歌】
- 「Force＆Faith」（黒崎蘭丸）【劇場版「うたの☆プリンスさまっ♪ TABOO NIGHT XXXX」挿入歌】
- 「Wandering in a maze」（美風藍）【劇場版「うたの☆プリンスさまっ♪ TABOO NIGHT XXXX」挿入歌】
- 「Do you know who I’m」（カミュ）【劇場版「うたの☆プリンスさまっ♪ TABOO NIGHT XXXX」挿入歌】

QUEENDOM（hibiki, moca［lol-エルオーエル-］＆Akina, Taki［FAKY］＆金谷鞠杏 ［GENIC］）
- 「チキチキバンバン」【TVアニメ「パリピ孔明」OP曲】

CRAVITY
- 「Christmastide」

K4カンパニー
- 「EXISTENCE」（小松昌平＆濱健人）
- 「Have a good Holiday!」
- 「Sympathy」（益山武明＆増元拓也）

恋の赤ヘル三人娘
- 「大逆転☆宣誓ション」【TVアニメ「暗殺教室」劇中アニメ“俺の妹が突然広島ファンになったのは彼氏の影響に違いない件について”主題歌】

小清水亜美
- 「桜花繚乱」

子太明
- 「大江戸讃歌-辛抱坂篇-」

KOTOKO
- 「Way to fly～蒼の彼方へ～」
- 「True Colors～コントレイル～」

コードジェム
- 「千夜一夜Trippin’」（幽玄音戯）
- 「蒸安響インダハウス」（蒸安響楽団・藤組）
- 「Rainy Shiny」（風響）

琴音
- 「6等星」

小西克幸
- 「REAL」

小松未可子
- 「未來航路」【TVアニメ「モーレツ宇宙海賊」ED曲】
- 「未來航路 987mix」

近藤隆
- 「ハーレム崩壊ラプソディ」
- 「ラムチョップのソテーと仔牛のスペアリブw/z中目黒善樹」
- 「ハーレム崩壊ラプソディ-In the locker -harem mix-」
- 「やさしい涙」

紺野由梨
- 「Sense of Life」

斉藤愛子+真中海+雲雀鈴愛
- 「Never Ending」

斉藤佑圭
- 「地下室〜黄昏アンバランス〜」
- 「私が神様だったら」
- 「No merit to me」
- 「地下室-sadistic mokyu mix-」

榊原ゆい
- 「BLUEBIRDシンドローム」
- 「You♡I  -we will be together-」
- 「Miss. Brand-new day」
- 「君色」
- 「Love is Love」
- 「Blue Horizon」
- 「煌めき一閃」
- 「大江戸小町」
- 「無重力アリア」
- 「Realize」
- 「愛、羽風、亞、美遊時空-I Have A Music-」

櫻川めぐ
- 「初恋carnival」
- 「Treasure/Pleasure」
- 「目には目を、闇には闇の断罪を」
- 「アイネ・クライネ」
- 「Breakin' Tragedy」
- 「Be Oneself!」
- 「TRUTH」
- 「ヒカリ」
- 「sacrifice Love」
- 「Snow Symphony」
- 「夜明けが聞こえる」
- 「ラブシンクロニシティ」

佐咲紗花
- 「４Seasons」
- 「One Kiss One Love」

佐々木未来
- 「ト・リ・コ」【TVアニメ「探偵歌劇ミルキィホームズTD」挿入歌】
- 「ぼくらの星座」
- 「Sakura Fanfare」
- 「唇＊シンメトリー」

佐藤しずく
- 「Fortissimo Sky」

佐藤しずく+榊原ゆい
- 「Eternal Melodia」
- 「Sincerely Symphony」

佐藤拓也
- 「恋花火」
- 「Crazy identify」

佐藤ひろ美
- 「Dancing in the Moment」
- 「My 1st Love」

佐藤利奈
- 「花風 〜The flower which is embraced for wind〜」

澤田なつ
- 「風のように、空のように。」
- 「空恋 -sorakoi-」

残蜜（優月心菜）
- 「エブリデイ残業」

サンリオ男子
- 「Fun! Fantastic girl!」
- 「青春インターリュード」【TVアニメ「サンリオ男子」OP曲】
- 「Now on dream!」【TVアニメ「サンリオ男子」ED曲】
- 「心に花束を」【TVアニメ「サンリオ男子」挿入歌】

島﨑信長+小野友樹+花江夏樹+蒼井翔太+下野紘
- 「LOVE STRUGGLER」

島﨑信長+古川慎
- 「僕等の六等星」

霜月はるか
- 「メルクリア」
- 「最愛」

下田麻美+花澤香菜+大亀あすか
- 「MOST以上のMOSTEST」【TVアニメ「星刻の竜騎士」ED曲】

下野紘
- 「Changing our Song!」
- 「リアル-REAL-」（共作）
- 「約束」
- 「ONE CHANCE」（共作）【テレビ東京系「アニメマシテ」OP曲】
- 「Running High」【TVアニメ「カブキブ！」OP曲】
- 「Pleasure」
- 「colors」
- 「Fellow Yellow」
- 「Ever Red」
- 「Violet Phantom」
- 「Black Thunder」【TVアニメ「ニル・アドミラリの天秤」ED曲】
- 「Change+ing」
- 「sympathy」
- 「Soul Flag」【TVアニメ「アフリカのサラリーマン」OP曲】
- 「翔ける軌跡」
- 「ストーリー」
- 「Departure」
- 「Survive」
- 「Because You Are」
- 「Viva The Life」
- 「I’m Home」
- 「邂逅地点」
- 「flowers」

庄司宇芽香
- 「In Science」

Scorpio
- 「Mr. Buddy!」【TVアニメ「レゴ ニンジャゴー」ED曲】

SCREEN mode
- 「Bloody Rain」（共作）

SCREEN mode×マイキ
- 「メキラゴー」

鈴木達央+鈴村健一+諏訪部順一
- 「Dream more than Love」

鈴木勝
- 「並行宇宙の君へ」（共作）

SKET ROCK(吉野裕行+下野紘+杉田智和+関智一)
- 「パーリー!ハレルヤ!」（共作）【TVアニメ「SKET DANCE」ED曲】

すけっと“敗者”歌謡(白石涼子+豊口めぐみ+折笠富美子+茅野愛衣+小林ゆう+高本めぐみ)
- 「ダーリー!ダレルヤ!」（共作）

鈴村健一
- 「Mostフォルティシモ」

鈴村健一+鳥海浩輔+森久保祥太郎+前野智昭
- 「月に夢 哀にあなた」

鈴湯
- 「Love you more」

ST☆RISH
- 「Grateful friends, Graceful ways」
- 「Sweet Gratitude」

諏訪彩花
- 「エレクトロハート」
- 「こはくいろパンプキン」

諏訪部順一
- 「Dear... Burning my Lady!」
- 「Rose Rose Romance」

sumimi
- 「Here, the world!」【TVアニメ「BanG Dream! It's MyGO!!!!!」挿入歌】【TVアニメ「BanG Dream! Ave Mujica」】
- 「Sweet Escape」

Ceui
- 「Beside Heart～君がいるから～」
- 「Re:Start～明日への一歩～」
- 「Twilight Rhythmー夕焼けと音楽室ー」

声技の英雄（山口諒太郎＆戸谷菊之介＆日原あゆみ＆柳澤良音＆白河みずな）
- 「ノンピリオド」

瀬名
- 「永遠 -TOWA-」
- 「儚い空と君」

瀬良みと
- 「Millions of You」

Sou
- 「ノイド」（共作）
- 「ミスターフィクサー」（共作）【TVアニメ「ID:INVADED」OP曲】
- 「ユートピア」（共作）

ZOLA
- 「トウキョウジェネレーション」
- 「ハイブリッドGO GO」
- 「L∞P L∞P」
- 「じょいなす！」
- 「Buzz! Buzz! Buzz!」

高本めぐみ
- 「1/6000000000」

タケヤキ翔
- 「Heavenly」

多田葵feat. Sister773
- 「Glitter」【TVアニメ「リコーダーとランドセル ド♪」主題歌】
- 「Pretty Glitter」
- 「Hyper Glitter」

立花理香
- 「gradation」
- 「Here's to you!」

Takky＆Debut
- 「キミとセルライト」
- 「前略、総理大臣へ。」
- 「リアル人生ゲーム」
- 「ダメなヒーロー」

立野香菜子
- 「凛」

田所あずさ
- 「スロウリグレット」

田中真奈美
- 「ガールズサミット」
- 「ぎんいろスノウドロップ」【TVアニメ・きんいろモザイク・挿入歌】
- 「つばきいろマイフレンド」
- 「きみいろスノウフレーク」
- 「じゅんぱくいろシクラメン」

田中真奈美＆東山奈央
- 「きんいろ＋ぎんいろモクセイ」

田中美海
- 「Trouble!? Travel」

谷山紀章 + 宮野真守
- 「Still Still Still」

谷山紀章+宮野真守+諏訪部順一+蒼井翔太
- 「Stars From Microcosmos」

種田梨沙
- 「夕焼けいろコスモス」
- 「こいいろアイリス」
- 「なついろモーニンググローリー」

種田梨沙＆内山夕実
- 「なぎさいろハイビスカス」

田村ゆかり
- 「夏色のマーメイド」
- 「紅き情熱の唄」

Zahre
- 「Our Hands」
- 「Last Desire」

チキチキバンバン×バニラ求人 コラボ楽曲
- 「チェキチェキバニラ」

茅原実里
- 「サクラ前線」
- 「恋物語」

茅原実里+伊藤かな恵
- 「HeartBeat2!」

つん♡ヘご（新田恵海＆大橋彩香）
- 「ラブ＋I・N・G」

テクノロイド
KNoCC
- 「KNOCKIN’ ON×LOCKIN’ ON」
- 「IDempty」
- 「Stay Friends」
- 「Pleasant Presents」
- 「Something New」
- 「エクサペタサマー」
- 「UNISON WORLD」
- 「願いのチカラ」【TVアニメ「テクノロイド オーバーマインド」挿入歌】
- 「Joying」【TVアニメ「テクノロイド オーバーマインド」挿入歌】
- 「So Long＆Long For」【TVアニメ「テクノロイド オーバーマインド」挿入歌】
- 「ライクメッセージ」【TVアニメ「テクノロイド オーバーマインド」挿入歌】
- 「ELSE」【TVアニメ「テクノロイド オーバーマインド」挿入歌】
- 「Can you beat that」【TVアニメ「テクノロイド オーバーマインド」挿入歌】
- 「LOVE NO HATE」【TVアニメ「テクノロイド オーバーマインド」OP曲】
- 「LOVE KNoCC Heart」【TVアニメ「テクノロイド オーバーマインド」挿入歌】

STAND-ALONE
- 「Not Standing Alone」
- 「For What, For Whom」
- 「NIGHTMARISH」
- 「Exceptional One」
- 「Sweet Reflection」
- 「Bring it on」【TVアニメ「テクノロイド オーバーマインド」挿入歌】
- 「STORMS」【TVアニメ「テクノロイド オーバーマインド」挿入歌】
- 「Miserable」

KNoCC＆STAND-ALONE
- 「Unbordered!」
- 「インヴィジブル-one heart-」【TVアニメ「テクノロイド オーバーマインド」ED曲】

メカニカメタリカ
- 「メタリックホリック」
- 「イッセイ喝采イッセイ風靡」
- 「イースターモンスター」
- 「メカモルフォーゼ」
- 「アンブレラスカイ」

フランキー♡ノット
- 「Frank♡with you」
- 「Vanquish!!!」
- 「バグ♡バズ♡ラブ」
- 「クルーズ！ビー！アンビシャス！」

D.M.A.
- 「Don’t Mess Around」
- 「It’s on fleek」
- 「Regard for U」
- 「Finite」

機関紳士
- 「システマティックジェントリィ」
- 「サマートライアングル」
- 「Jazz with Fizz」
- 「時を綾なす」

天地
- 「月徒陰陽開心」（月光院コヨミ＆サク＆ミツキ）

Selfish Gene
- 「Never Say Never」

- 「全知全能月詠唱」（月光院コヨミ）
- 「スノウトウキョウ」（ジョエル）【TVアニメ「テクノロイド オーバーマインド」挿入歌】
- 「インヴィジブル-all hearts-」（コバルト＆カイト＆シルバ＆フラン＆ボーラ＆ノーベル）【スマホゲーム「テクノロイド・ユニゾンハート」主題歌】
- 「感-KANDEN-電」 (コバルト＆カイト＆シルバ＆フラン＆ボーラ＆ノーベル)【スマホゲーム「テクノロイド・ユニゾンハート」1周年記念楽曲】
- 「共犯者」（ノーベル＆ボーラ）
- 「Beautiful Error」（シルバ＆アウル）
- 「kokoroエトセトラ」（ハイド&リム）
- 「You and me, Me and you」（ケイ&クロム）
- 「ホームメイド」（サク&ミツキ）
- 「Not Farewells」（コヨミ&コバルト）

寺島拓篤
- 「Over the Rainbow」

寺島拓篤+下野紘
- 「ファンタスティックmelody」

東城陽奏
- 「Name」
- 「EGOIST」

東山奈央
- 「はるいろアネモネ」
- 「わたしいろダリア」
- 「ゆめいろハナミズキ」

Twinkle Bell
- 「Two of Us」

富樫美鈴
- 「熱血太郎」
- 「生徒会戦隊ガクエンジャー」
- 「ライジングエア」
- 「熱血太郎-sweltering & masculine mix-」
- 「Fo(u)r Seasons 〜summer mix〜」

土岐隼一
- 「僕らには有ったよなぁ」
- 「Party Jacker」
- 「Time with You」
- 「True Gazer」
- 「Adolescence」
- 「Mr. Innocence」(共作)
- 「明日の在処」
- 「KEY」
- 「真心に奏」【TVアニメ「大正オトメ御伽噺」ED】
- 「Ghosts」
- 「all well and good」
- 「Nonfictional」
- 「Good For」
- 「Original scenery」
- 「Glorious World」【TVアニメ「人間不信の冒険者たちが世界を救うようです」OP曲】
- 「Stand by Youth」
- 「ENVY」
- 「Re:Feel」
- 「Another Birthday」【TVアニメ「ループ7回目の悪役令嬢は、元敵国で自由気ままな花嫁生活を満喫するOP曲」】

徳井青空
- 「NERORO☆おんど」【TVアニメ「探偵歌劇ミルキィホームズTD」挿入歌】
- 「ぼくたちのLIBERTY」

徳井青空&MAKO feat.三石琴乃
- 「トキメキABC」

戸定梨香
- 「Yume no Tojou」

戸塚利絵
- 「Have a Goooood Time」

totomono（佐藤聡美・大亀あすか・野水伊織）
- 「TIME L∞P シンドローム」
- 「Best My Friend!」

鳥海浩輔
- 「Eternity Love」【TVアニメ「うたの☆プリンスさまっ♪マジLOVE1000％」挿入歌】
- 「愛と夢とアナタと」
- 「Festive!」
- 「☆light☆night」

中川彩子
- 「my IDENTITY」
- 「Anniversary」

中島愛
- 「銀河鉄道」
- 「SINCERELY」
- 「未来の栞」

中島ヨシキ
- 「Love never dies」

中野美穂
- 「みんな天気になぁれ」

中原麻衣＋遠藤綾
- 「じゃあね!」

中村繪里子
- 「My Dearest! My Darling!」

中村繪里子+浅川悠
- 「Can't Stop Loving!」

凪原涼菜
- 「Air」

NANA
- 「Sugar and Spice」
- 「Secret!」
- 「Stories」

七瀬亜深
- 「Love Cycle」

七原ことみ
- 「Another Christmas」

鳴坂ありす
- 「傷つけられるより傷つける方が痛いよ、なんて...」

南條愛乃
- 「WiLL」
- 「パーフェクトラブ！」【TVアニメ「探偵歌劇ミルキィホームズTD」挿入歌】
- 「Lost Heaven」

南里侑香
- 「マスカレイド」

NIKIIE
- 「リリヰ」

西明日香
- 「いろどりポインセチア」
- 「はじまりいろスプラッシュ」
- 「こがねいろハーベストムーン」

西明日香＆田中真奈美
- 「ももいろセレブレーション」

西明日香＆種田梨沙
- 「ひまわりいろサマーデイズ」

西川貴教
- 「As a route of ray」【TVCM「アズールレーン」】

西川貴教+ASCA
- 「天秤-Libra-」【TVアニメ「白猫プロジェクト ZERO CHRONICLE」OP曲】

新田恵海
- 「My Sphere」
- 「My Love Story」
- 「Viva la El fin」
- 「True Distance」
- 「Sweet Sympathy」

新田恵海＆中津真莉
- 「奇跡の歌」【TVアニメ「探偵歌劇ミルキィホームズTD」挿入歌】

能登麻美子
- 「空想☆シルブプレ」【TVアニメ「生徒会の一存 Lv.2」ED曲】

野水伊織
- 「拝啓、親愛なる未来へ」
- 「Fo(u)r Seasons 〜winter mix〜」
- 「Yes! Boys&Girls!!」
- 「トワイライト」

野水伊織+富樫美鈴
- 「暴力？怠惰？どっちを選ぶのよ☆」

VS AMBIVALENZ
- 「ビバレンソング！」
- 「ビバレンソング！ ~for GLANZ~」

VS AMBIVALENZ 2nd Season
- 「Which One!?」

羽多野渉
- 「Never be too late」【テレビ東京系「アニメマシテ」OP曲】
- 「路地裏のラプソディ」

花澤香菜
- 「アンビシャス！」

ぱぷりか
- 「SHU-SHU」
- 「初恋A.P.」

ぱぷりかfeat.しばいぬ子さん
- 「しばいぬ音頭」【TVアニメ「しばいぬ子さん」主題歌】

林沙織
- 「Dreaming-Line」

早見沙織＆瀬戸麻沙美
- 「永遠色のアリア」【PS4「シャイニング・レゾナンス リフレイン」主題歌】

原田ひとみ
- 「HERO」【Nintendo Switch「スーパーボンバーマン R」ED曲】

原由実
- 「HANABI feat.今井麻美」
- 「HANABI -solo ver.-」

はるかめぐみ
- 「Forbidden Desire」
- 「Alone again」

ばんばんざい
- 「ラテ」

BB-voice
- 「Duality」【TVアニメ「ｇｄメン gdgd men’s party」ED曲】

日笠陽子
- 「純情ソーダ」
- 「True Heaven」

樋口楓
- 「Baddest」【TVアニメ「100万の命の上に俺は立っている」第２シーズンOP】
- 「Bravery? Naturally?」【TVアニメ「英雄教室」OP曲】
- 「Reset and…」

美少年探偵団
- 「Welcoming Days」【TVアニメ「美少年探偵団」ED】
- 「Beautiful Reasoning」【TVアニメ「美少年探偵団」ED】

HIMEKA
- 「５１１４」

HIME×KANA
- 「STAY DIAMOND」

平川大輔
- 「眠りゆく東京で」【コミックス「ブラックガルド」イメージソング】

F∞F
- 「アフターレイニー」

FEALs（吉田有里＋一ノ宮しずか＋今村彩夏＋平沼由莉弥＋芳野由奈＋千本木彩花＋優木かな）
- 「Girl meets Girl!」

Fantastic Planets
- 「ゴーストサプリ-正夢-」
- 「ゴーストサプリ-副作用-」
- 「横浜自殺日和」
- 「セツナサの致死量」
- 「初恋転売商店」
- 「ジキル＆Hyde」
- 「台風一家？離散」
- 「脇役小夜曲」
- 「最低な自分へ向けたバラード」
- 「ゴーストサプリ-現実-」
- 「キミが想うほど世界は醜くない-Another Story-」
- 「それが僕じゃなくても」
- 「LOVELESS」
- 「ゴーストサプリ-WATER HEAVEN-」
- 「ゴーストサプリ-予知夢-」
- 「雲のない日に天国は」

Faylan
- 「薔薇色事変」
- 「愛ト激情」
- 「Rash and Rush-無限軌道-」

福圓美里
- 「What am I...」
- 「はずむ靴で」

福圓美里+浅倉杏美+山本希望+米沢円
- 「Four Rhythm For Dream」

福原香織+悠木碧+内山夕実+寿美菜子
- 「オカシナ時間」【TVアニメ「Aチャンネル」挿入歌】

藤田由美子
- 「Sadistic Dream」

Blitz Wing（道明寺ここあ／芦澤サキ／松永依織）
- 「Kiss the sky!」

風男塾
- 「夢の座標」

BLACK DEJAVU（寺島拓篤＆宮野真守＆諏訪部順一＆森久保祥太郎＆鈴木達央）
- 「BLACK DEJAVU」

ブリドカットセーラ恵美
- 「Scarlet」【TVアニメ「問題児たちが異世界から来るそうですよ？」挿入歌】
- 「LOVE&HATE」

PRESIDENTS(海原エレナ＋立花あや)
- 「LOVEコンプレックス」

Veil
- 「絆-kizunairo-色 Rock Style」

保志総一朗
- 「KOHAKU」

碧陽学園生徒会（本多真梨子+斉藤佑圭+富樫美鈴+堀中優希）
- 「上上下下左右左右BA」【TVアニメ「生徒会の一存」ED曲】
- 「上上下下左右左右BA-くりむ&知弦 ver.-」【TVアニメ「生徒会の一存」ED曲】
- 「上上下下左右左右BA-椎名姉妹 ver.-」【TVアニメ「生徒会の一存」ED曲】

碧陽学園生徒会 Lv.2（本多真梨子+美名+富樫美鈴+野水伊織）
- 「Fo(u)r Seasons」【TVアニメ「生徒会の一存 Lv.2」ED曲】
- 「超絶☆こけてぃっしゅ！」【TVアニメ「生徒会の一存 Lv.2」ED曲】

petit milady
- 「Lost my melody」

HE★VENS
- 「ENTERPRISE」

ヘラヘラ三銃士
- 「恋のマイアヒ ～ヘラヘラ三銃士と毎夜 HEAT!!～」（共作）

堀江由衣
- 「琥珀色の黄昏」
- 「銀の雪が舞う夜に」

堀中優希
- 「ただいま(^o^)／おかえりm(__)m 」
- 「スペックだけ使い切ったゲームソフトのようですぅ 」

WHITE GRAVITY（鈴村健一＆谷山紀章＆下野紘＆鳥海浩輔＆蒼井翔太＆前野智昭）
- 「WHITE GRAVITY」

本多真梨子
- 「うさまろハンター」
- 「メディアの違いを理解せよ！」
- 「Dreamer!  Believer!」
- 「花のように」
- 「Fo(u)r Seasons 〜spring mix〜」

本多真梨子+美名
- 「隷属？服従？どっちを選ぶのよ☆」

前田大翔
- 「Grand-Brand-New」

前野智昭+諏訪部順一
- 「Baby! My Strawberry!」

前野智昭+鳥海浩輔
- 「NorthWind and SunShine」

増田俊樹
- 「キミの魔法使い」

松浦チエ
- 「Complication」

まめこ
- 「Kissin’ Me, Kissin’ you」

miko
- 「Sakura has come」
- 「最強夏祭り☆宣言」
- 「ミラクル★きのこ★クロニクル」
- 「Happy new Yeah!!!!」

味里
- 「Happy Blessing」

美郷あき
- 「If...〜I wish〜」
- 「If…〜I wish〜(feel it mix)」
- 「心に咲く花」
- 「あの花の咲く頃に」
- 「What a beautiful world」

三代眞子
- 「NIGHT FLIGHT」

水樹奈々
- 「Heaven in the Hell」
- 「Trailblazer」

水橋かおり
- 「恋のポップンビート」
- 「Sad Love Story」

水橋かおり+門脇舞以
- 「Cheer Me Up!」

MICHI
- 「Cry for the Truth」【TVアニメ「六花の勇者」OP曲】
- 「Secret Sky」【TVアニメ「六花の勇者」ED曲】
- 「Checkmate!?」【TVアニメ「だがしかし」OP曲】
- 「∞Infinity」
- 「リアリ・スティック」【TVアニメ「クロムクロ」ED】
- 「真夏のオーケストラ」
- 「Be myself×Be yourself」
- 「Desperado」
- 「春夏秋燈」
- 「夏の終わりのクレッシェンド」
- 「流星」
- 「I4U」【TVアニメ「つぐもも」ED曲】

美名
- 「Fo(u)r Seasons 〜autumn mix〜」

水瀬いのり
- 「Million Futures」【スマートフォンアプリ「乖離性ミリオンアーサー」主題歌】
- 「REAL-EYES」【TVアニメ「現実主義者の王国再建記」第二部OP曲】

三森すずこ
- 「ラッキー＊フルスロットル」【TVアニメ「探偵歌劇ミルキィホームズTD」挿入歌】

宮野真守
- 「My Little Little Girl」
- 「Target is you!」

μ
- 「Heavenly kiss」
- 「Rollin' Lonely」
- 「Wanna Know! Wanna Go!」
- 「ラブ*プライオリティ」

ミルキィホームズ（三森すずこ+徳井青空+佐々木未来+橘田いずみ）
- 「オーバードライブ！」
- 「PIECE＆PEACE」【TVアニメ「探偵歌劇ミルキィホームズTD」挿入歌】
- 「エッセンシャル！」【TVアニメ「探偵歌劇ミルキィホームズTD」挿入歌】
- 「ミルキィろけんろー」【TVアニメ「探偵歌劇ミルキィホームズTD」挿入歌】
- 「未体験ワールド！」【TVアニメ「探偵歌劇ミルキィホームズTD」挿入歌】
- 「ハートGoes on！」【TVアニメ「探偵歌劇ミルキィホームズTD」挿入歌】

ミルキィホームズ＆南條愛乃＆新田恵海＆中津真莉
- 「いい日TD」【TVアニメ「探偵歌劇ミルキィホームズTD」挿入歌】

桃田佳世子
- 「Little Distance」

森久保祥太郎+寺島拓篤
- 「Hyper×Super×Lover☆」

森永理科
- 「Dancingヒエラルキー」
- 「スターマインFestival」
- 「Flying to the Dark」
- 「Devil-may-care -マシンガンをぶっぱなせ-」

山口理恵+赤﨑千夏
- 「放課後Sensation」

山口立花子&飯塚麻結　feat.仲谷明香(from AKB48)
- 「千年-ちとせ-アイラビュー」【TVアニメ・ちとせげっちゅ!!主題歌】

山本希望
- 「夏と子猫とワンピース」
- 「ハッピートゥモロー」

悠木碧
- 「Nameless Heart」【TVアニメ「六花の勇者」ED】
- 「Frozen Flower」

優月心菜
- 「Season goes by」
- 「夏の花火と深海魚」

UniteUp!
- 「Ready Steady Live」

米澤円
- 「やさしい時間」

RIOT MUSIC（道明寺ここあ／芦澤サキ／松永依織／長瀬有花／凪原涼菜）
- 「One for Everything」
- 「Metamorphose」

Lia
- 「絆-kizunairo-色」【TVアニメ「FORTUNE ARTERIAL 赤い約束」OP曲】
- 「絆-kizunairo-色（kors k vs REDALiCE Remix）」

Re：Genesis Kingdom Project
- 「Steal the Show」(共作)
- 「Breast the Storm～夜明けの詩～」（共作）

Rita＆yozuca*
- 「Selfish Destiny」

riya(eufonius)
- 「From now on-勇気の向こうに-」
- 「The absolute～空域の支配者～」

緑仙
- 「夜明けの詩」（共作）【小説『宵を待つ月の物語 一』テーマソング】
- 「確証論」（共作）【TVアニメ「ネクロノミ子のコズミックホラーショウ」OP曲】

L.I.N.K.s（相坂優歌・石原舞・高橋李依・生田善子）
- 「ユナイトライト」
- 「Link with U」【TVアニメ「アンジュ・ヴィエルジュ」ED】
- 「Every-buddy goes！」

Lucia
- 「疎ましい芸術」

Rain Drops
- 「白と嘘」（共作）
- 「リフレインズ」
- 「Butterflies」

RePLiCA（中村繪里子+新田恵海+大坪由佳）
- 「idolatry -アイドラトリィ-」

Rhodanthe*
- 「さくらいろチェリッシュ」【TVアニメ・きんいろモザイク・挿入歌】
- 「さつきいろハルジオン」
- 「ぎんいろスノウドロップ」
- 「ほしいろサザンクロス」
- 「にじいろアンダンテ」
- 「せいしゅんいろミモザ」

ろん
- 「玩具の呪文」

若林直美
- 「マジ☆メインヒロイン」

渡辺奈央子
- 「Not Alone」

渡部優衣 feat. ぱぷりか
- 「恋をインストール」

### L(R)UCCAとしての作品
Hundred Percent Free （以下の楽曲全てメンバーとの共作）
- 「Super Star」
- 「HYBRID YOU＆I -Theme of HPF-」
- 「Hello Mr. my yesterday」【TVアニメ『名探偵コナン』ED曲】
- 「Boom Boom Dreamer」
- 「Hello Mr. my yesterday〜Hybrid-GT ReMIX〜」
- 「ROCK CLIMBER」
- 「十五夜クライシス〜君に逢いたい〜」【TVアニメ『名探偵コナン』ED曲】
- 「Stairway to U」
- 「LIFE+RIGHT+LIE=ゼロ」
- 「366 僕らのDAYS」
- 「Symmetry」
- 「VIVA la FEVER」
- 「Listen」
- 「Daybreak」
- 「Joy to Space!」
- 「Jumper」
- 「Snowfall」
- 「100年物語」
- 「ワールドエンドの鐘が鳴る前に」

#### 作詞者欄以外でのクレジット
Hundred Percent Free
- 2ndアルバム「REBOOT」  All Lyrics Advised by L(R)UCCA

SCREEN mode
Lyric Direction RUCCA
- 「フィロソフィー」
- 「Re:Evolution」
- 「LΦVEST」【TVアニメ「LOVE STAGE!!」OP曲】
- 「and Again」
- 「ワナガナCHANGE!」
- 「ROCKET SOUL」
- 「STAR PARK」
- 「MEMENTO」
- 「Hello HALO」
- 「トレモロ」
- 「キミとボクの願いのまま」
- 「One！」
- 「アンビバレンス」【TVアニメ「黒子のバスケ」（第３期第２クール 帝光編）ED曲】
- 「Happiness!」
- 「Brand-new land」
- 「LOVE and FAKE」
- 「ハジマルメロディ」
- 「フラクタル」

THE BINARY
Lyric Navigation：RUCCA
- 「身勝手な夜空たち」
- 「呼吸する春たち」
- 「自由ぶった僕たち」

天月
- 「Amatsuki Winter Tour 2024-2025 ラスト・フレグランス」Story：RUCCA

### 溝口RUCCAとしての作品
- ゴーストサプリ -正夢- [ぽにきゃんBOOKS]
- ゴーストサプリ-副作用- [ぽにきゃんBOOKS]

## 出演

### 溝口貴紀としての出演
- ラジオ「FMサルース」『Rose in many Colorsの薔薇色な夜♪』

　　2012/8/12(日) 22:00〜23:00 [生出演]
- ラジオ「FMサルース」『Rose in many Colorsの薔薇色な夜♪』

　　＜作詞家スペシャル放送＞
　　2014/1/19(日) 21:00〜22:00 [酒井陽一・森田孝太・Lynne Hobdayと共に生出演]
- ラジオ「FMカオン」『Vina S. A.』

　　2014/4/5(土)～2015/3/28(土)  [酒井陽一と共に、パーソナリティ]
　　毎週土曜 26:00〜　／　(再)毎週月曜 23:00〜
- ラジオ大阪「水瀬いのりのげ〜みゅ♪研究所！」

　　2014/7/16(水) 24:30〜25:00 [ゲスト出演]

### RUCCAとしての出演
- Blu-ray「今井麻美／Music Video Collection 2009〜2012」

　　M2「シャングリラ」　オーディオコメンタリー出演
- HiBiKi Radio Station「緒方恵美と妖精の国。」

　　2014/7/25(金) 18:00〜2014/8/6(金)18:00 [配信期間]